# Danica Curcic
Danica Curcic (serbe : Даница Ћурчић ; romanisation : Danica Ćurčić) est une actrice danoise d'origine serbe, née le 27 août 1985 à Belgrade (alors capitale de la République socialiste de Serbie).

## Biographie

### Jeunesse et formations
Danica Curcic naît le 27 août 1985 à Belgrade en Yougoslavie. Â l'âge d'un an, sa famille déménage à Copenhague au Danemark où son père travaille à l'ambassade de Yougoslavie.
Elle fait partie de la Sankt Annæ Gymnasium, avant d'obtenir un baccalauréat en art cinématographique et en science médiatique à l'université de Copenhague. Elle part, pour un an, en Californie étudier le Dell'Arte International School of Physical Theatre, avant d'entrer à l'école nationale de théâtre du Danemark ; elle y sort diplômée en 2012.

### Carrière
En 2011, Danica Curcic apparaît pour la première fois à la télévision, dans un épisode de la série policière Traque en série (Den som dræber) sur TV 2 Danmark.
En 2012, elle commence sa carrière au cinéma, dans le long métrage Over kanten, thriller signé Laurits Munch-Petersen et Jacob Ditlev.
En 2014, elle joue Sanne, une des filles d'Esther (interprétée par l'actrice Ghita Nørby), qui souffre de la sclérose latérale amyotrophique et réclame l'euthanasie, dans le film dramatique Stille hjerte de Bille August, pour lequel elle obtient le Shooting Star à la Berlinale, ainsi que le Bodil de la meilleure actrice en 2015,. Même année, elle incarne le rôle de Kimmie, qui est profondément marquée par son avortement forcé et son amour d'adolescente, dans le thriller Les Enquêtes du département V : Profanation (Fasandræberne) de Mikkel Nørgaard.
En 2019, elle est la maman de Jon dans L'été où mon père disparut (Ut og stjæle hester) de Hans Petter Moland, adaptation du roman norvégien Pas facile de voler des chevaux de Per Petterson (2003).

## Filmographie

### Cinéma

#### Longs métrages
- 2012 : Over kanten (da) de Laurits Munch-Petersen et Jacob Ditlev : Veronika
- 2014 : Lev stærkt de Christian E. Christiansen : Signe
- 2014 : Les Enquêtes du département V : Profanation (Fasandræberne) de Mikkel Nørgaard : Kimmie
- 2014 : Stille hjerte de Bille August : Sanne
- 2014 : All Inclusive (en) de Hella Joof : Ditte
- 2015 : Lang historie kort de May el-Toukhy : Maya
- 2015 : Guldkysten de Daniel Dencik : Caroline
- 2016 : Fuglene over sundet de Nicolo Donato : Miriam Itkin
- 2017 : Darling de Birgitte Stærmose : Darling
- 2019 : Mødregruppen de Charlotte Sachs Bostrup : Line
- 2019 : Out Stealing Horses (Ut og stjæle hester) de Hans Petter Moland : la mère de Jon
- 2019 : Undtagelsen de Jesper W. Nielsen : Iben
- 2021 : Murina d'Antoneta Alamat Kusijanović : Nela
- 2021 : Et le ciel s'assombrit d'Ole Bornedal : la mère de Rigmor

Prochainement [réf. nécessaire]
- Sjalú de Dagur Kári : Lili
- Mrak de Dusan Milic : Vukica
- Baby Pyramid de Cecilie McNair : Hannah

#### Courts métrages
- 2013 : Oasen de Carl Marott : Laura
- 2013 : Gnist de Christian B. Bagger : Jose
- 2016 : EWA, Out of Body de Johan Knattrup Jensen
- 2017 : Fjer de Jeanette Nørgaard : Poppy (animation)
- 2018 : Urolige hjerte de Kirsten Astrup : la chanteuse du festival
- 2018 : Petit a (Lille a de Cecilie McNair : Anna

### Télévision

#### Séries télévisées
- 2011 : Traque en série (Den som dræber) : Magretha (saison 1, épisode 9 : Dødens kabale, del 1)
- 2013 : Wallander : Enquêtes criminelles (Wallander) : Corina (saison 3, épisode 4 : Saknaden)
- 2013 : Tomgang : Sandy (saison 1, épisode 3 : En tur i sommerhus)
- 2013 : Bron : Beate Frelle (5 épisodes)
- 2015 : Klaes the Roommate : Ida
- 2016 : Nobel : Adella Hanefi (8 épisodes)
- 2017 : The Mist : Mia Lambert (10 épisodes)
- 2018 : L'Ancien Combat (Kriger) : Louise (6 épisodes)
- 2020 : The Seclusion Dogma (5 épisodes)
- 2020 : Equinox : Astrid  (6 épisodes)
- 2021 : Forhøret : Louise (saison 2, épisode 3 : Det normale hus)
- 2021 : Octobre (Kastanjemanden) : Naia Thulin  (6 épisodes)

## Distinctions

### Récompenses
- Ove Sprogøe Prisen 2014[5]
- Cérémonie des Bodil Awards 2015 : meilleure actrice dans Stille hjerte
- Cérémonie des Roberts 2015 : meilleure actrice dans un second rôle dans Stille hjerte

### Nomination
- Cérémonie des  Bodil Awards 2015 : meilleure actrice dans un second rôle dans Les Enquêtes du département V : Profanation (Fasandræberne)